# Sphaerophoria incisa
Sphaerophoria incisa är en tvåvingeart som först beskrevs av Friedrich Hermann Loew 1840.  Sphaerophoria incisa ingår i släktet sländblomflugor, och familjen blomflugor.
Artens utbredningsområde är Polen. Inga underarter finns listade i Catalogue of Life.